# 4. rujna
4. rujna (4. 9.) 247. je dan godine po gregorijanskom kalendaru (248. u prijestupnoj godini).
Do kraja godine ima još 118 dana.

## Događaji
- 476. – Germanski vojskovođa Odoakar svrgnuo posljednjeg zapadnorimskog cara Romula Augustula. Kraj Zapadno Rimskog Carstva, te ujedno i početak srednjeg vijeka.
- 1260. – Bitka kod Montapertija, sukob između sijenskih gibelina i firentinskih gvelfa.
- 1781. – Četrdeset četvero španjolskih doseljenika osnovalo naselje u Gornjoj Kaliforniji pod nazivom La Reina de los Angeles de Porciuncula (Selo Naše Gospe Kraljice Anđela od Porcijunkule). Osnovan je odlukom španjolskog namjesnika Felipea de Nevea.
- 1870. – Dva dana nakon francuskog poraza kod Sedana i zarobljavanja Napoleona III., zastupnici Leon Gambetta i Jules Favre objavili su svrgnuće cara i proglasili Treću Republiku. Vlada nacionalne obrane organizirala je narodni rat protiv Nijemaca koji je neslavno završio.
- 1964. – Hrvatska sibireja, endemična biljka u Hrvatskoj strogo je zaštićena Zakonom o zaštiti prirode.
- 1970. – Socijalist Salvador Allende izabran je za predsjednika Čilea. Tri godine kasnije tragično je poginuo u vojnom puču.
- 1972. – Američki plivač Mark Spitz osvojio posljednju u neponovljivom nizu (kao treća izmjena u štafeti 4 x 100 m mješovito), sedmu zlatnu medalju na Olimpijskim igrama u Münchenu i završio briljantnu karijeru.
- 1991. – SJP Ris MUP-a RH u akciji deblokade autoputa Gređani – Čovac.[1]
- 2016. –  Papa Franjo je u Vatikanu proglasio Majku Terezu svetom: učinio je to dan uoči 19. godišnjice njezine smrti, na misi kojoj je na Trgu svetog Petra u Rimu nazočilo oko sto tisuća vjernika.

| - 1824. – Anton Bruckner, austrijski orguljaš i skladatelj († 1896.) - 1851. – Andrija Fijan, hrvatski glumac i redatelj († 1911.) - 1949. – Dado Topić, hrvatski glazbenik, skladatelj, tekstopisac, aranžer, gitarist i rock pjevač - 1979. – Kristina Krepela, hrvatska glumica - 1981. – Beyoncé Knowles, američka glumica i pjevačica - 1988. – Doris Pinčić, hrvatska glumica, radijska i televizijska voditeljica - 1993. – Yannick Carrasco, belgijski nogometaš | - 422. – Bonifacije I., papa - 1166. – Sveta Rozalija, katolička svetica (* 1130.) - 1400. – Matej Vitov Đurđević (Đorđić), hrvatski pomorski vojskovođa, trgovac i zapovjednik dubrovačke mornarice (* 1329.) - 1907. – Edvard Grieg, norveški skladatelj, pijanist i dirigent (* 1843.) - 1965. – Albert Schweitzer, alzaško-njemački liječnik, protestantski teolog, filozof i glazbenik (* 1875.) - 1970. – don Dinko Vranković, hrvatski svećenik, povjesničar i kršćanski humanist (* 1906.) - 2006. – Giacinto Facchetti, talijanski nogometaš i predsjednik Intera (* 1942.) - 2022. – Petar Bergamo, hrvatski skladatelj i glazbeni pedagog (* 1930.) - 2023. - Anton Tus, hrvatski general i prvi Načelnik Glavnog stožera Oružanih snaga Republike Hrvatske (* 1931.) |

## Blagdani i spomendani
- imendani: Dunja, Ida

## Vanjske poveznice
|  | Zajednički poslužitelj ima još gradiva o temi 4. rujna |